# Sweet Thing (Rufus)
Sweet Thing è un singolo del gruppo Rufus e della cantante Chaka Khan, pubblicato nel 1975.

## Cover
La cantante Mary J. Blige ha pubblicato la sua cover come singolo estratto dall'album di debutto What's the 411? nel 1992.
Un'altra versione del brano è stata incisa dal sassofonista jazz Boney James per l'album album omonimo.